# Mari Aldon
Mari Aldon, pseudonimo di Aldona Pauliutė (Tauragė, 17 novembre 1925 – Las Vegas, 31 ottobre 2004), è stata un'attrice lituana naturalizzata statunitense.
È stata prettamente interprete televisiva, attiva fra il 1946 ed il 1966.

## Biografia
Da giovane aveva studiato danza ma inizia a recitare spinta dal marito, il regista Tay Garnett, sposato nel 1953.
Come attrice cinematografica è ricordata essenzialmente per le interpretazioni in due film di successo degli anni cinquanta: Tamburi lontani (1951), in cui fu diretta da Raoul Walsh, girato accanto a Gary Cooper e Richard Webb, e Tempo d'estate (1955), interpretato sotto la direzione di David Lean.
Concluse la sua carriera in televisione a poco più di quarant'anni di età, nel 1966, come guest star nell'episodio The Fighters, della serie televisiva Bonanza.

## Filmografia

### Cinema
- Il segreto del medaglione (The Locket), regia di John Brahm (1946)
- Ambra (Forever Amber), regia di Otto Preminger (1947)
- Il sorriso della Gioconda (A Woman's Vengeance), regia di Zoltán Korda (1948)
- Tortura (Inside the Walls of Folsom Prison), regia di Crane Wilbur (1951)
- Gli uomini perdonano (Tomorrow Is Another Day), regia di Felix E. Feist (1951)
- Arrivano i carri armati (The Tanks Are Coming), regia di Lewis Seiler (1951)
- Tamburi lontani (Distant Drums), regia di Raoul Walsh (1951)
- Perdono (This Woman Is Dangerous), regia di Felix E. Feist (1952)
- Tangier Incident, regia di Lew Landers (1953)
- La contessa scalza (The Barefoot Contessa), regia di Joseph L. Mankiewicz (1954)
- Musk of Dust, regia di Terence Fisher (1954)
- Tempo d'estate (Summertime), regia di David Lean (1955)

### Televisione
- Gruen Guild Playhouse – serie TV, 2 episodi (1952)
- The Schaefer Century Theatre – serie TV, 1 episodio (1952)
- My Hero – serie TV, 1 episodio (1952)
- Biff Baker, U.S.A. – serie TV, 1 episodio (1953)
- The Ford Television Theatre – serie TV, 1 episodio (1953)
- Your Play Time – serie TV, 1 episodio (1953)
- The Millionaire – serie TV, 1 episodio (1957)
- Avventure in fondo al mare (Sea Hunt) – serie TV, 1 episodio (1958)
- Meet McGraw – serie TV, 1 episodio (1958)
- Perry Mason – serie TV, 1 episodio (1958)
- Frances Farmer Presents – serie TV, 1 episodio (1958)
- Colgate Theatre – serie TV, 1 episodio (1958)
- Yancy Derringer – serie TV, episodio 1x16 (1959)
- Mike Hammer – serie TV, 1 episodio (1959)
- Lux Playhouse – serie TV, 1 episodio (1959)
- General Electric Theater – serie TV, 1 episodio (1959)
- Shotgun Slade – serie TV, 1 episodio (1960)
- The Deputy – serie TV, 1 episodio (1960)
- Laramie – serie TV, 1 episodio (1960)
- The Man from Blackhawk – serie TV, 1 episodio (1960)
- Coronado 9 – serie TV, 1 episodio (1960)
- Carovane verso il West (Wagon Train) – serie TV, 2 episodi (1959-1960)
- Tales of Wells Fargo – serie TV, 2 episodi (1958-1961)
- Bachelor Father – serie TV, 4 episodi (1959-1961)
- Michael Shayne – serie TV episodio 1x22 (1961)
- Ichabod and Me – serie TV, 1 episodio (1961)
- Alcoa Premiere – serie TV, 1 episodio (1962)
- Bonanza – serie TV, episodio 7x30 (1966)

## Doppiatrici italiane
- Dhia Cristiani in Tamburi lontani, Perdono, La contessa scalza
- Flaminia Jandolo in Tempo d'estate